# Brachyglossina mzabensis
Brachyglossina mzabensis là một loài bướm đêm trong họ Geometridae.